# 謙遜
| ウィキペディアには「謙遜」という見出しの百科事典記事はありません（タイトルに「謙遜」を含むページの一覧/「謙遜」で始まるページの一覧）。 代わりにウィクショナリーのページ「謙遜」が役に立つかもしれません。 |